# Ауканкілча
Ауканкілча (ісп. Aucanquilcha) — масивний стратовулкан, розташований в Чилі (регіон Антофаґаста) за 20 км від кордону в Болівією. Складається з численних вулканічних конусів, що перекриваються, розташованих уздовж хребта довжиною близько 10 км. Зараз вулкан має залишкову фумарольну активність та містить значні поклади сірки біля вершини. За часів Плейстоцену вершина була вкрита льодовиком площею близько 45 км², що спускався до висоти 4600 м над рівнем моря, та від якого залишилися великі морени.